# Ambasada RP w Aszchabadzie
Ambasada Rzeczypospolitej Polskiej w Aszchabadzie – polska misja dyplomatyczna w stolicy Republiki Turkmenistanu, istniejąca w latach 2007–2012.

## Historia

### W 1942
W 1942 w Aszchabadzie funkcjonowała Delegatura Ambasady RP (Представительствo посольства Польши в Ашхабаде) z siedzibą w „Domu Sowietów” (Дом Советов) przy ul. Pierwomajskiej 66 (ул. Первомайская). Delegatami byli: Antoni Żmigrodzki, radca ambasady, delegat (1941) i Adam Głogowski, II sekretarz, delegat (1942); kompetencja terytorialna: Turkmeńska SRR (Obwód południowokazachski, Obwód kzylordyński). Placówka miała też charakter specjalny – pełniła rolę punktu tranzytowego dla towarów pomocowych dostarczanych do ZSRR drogą lądową oraz punktu zbornego dla polskich dzieci ewakuowanych za granicę.

### W latach 2007–2012
Polska nawiązała stosunki dyplomatyczne z Turkmenistanem 29 września 1992. W 2007 otwarto Ambasadę RP w Aszchabadzie, która została zlikwidowana 1 sierpnia 2012. Od tego roku w Turkmenistanie akredytowany jest ambasador RP w Baku.
Ambasadorami Polski w Turkmenistanie byli Maciej Lang (2007–2009) oraz Stefan Radomski (2009–2012).